# Nikolay Skvortsov
Nikolay Valerievich Skvortsov (em russo:  Николай Валерьевич Скворцов; Obninsk, 28 de março de 1984) é um nadador russo de estilo borboleta.

## 2004
Conquistou uma medalha de prata (50 metros borboleta) e uma medalha de bronze (100 metros borboleta) no Campeonato Europeu de 2004. Representou a Rússia nos Jogos Olímpicos de Verão de 2004 onde foi o séptimo (200 metros borboleta).